# Timballo
Il timballo o pasticcio è una specialità culinaria cotta al forno in un apposito stampo per essere servita sformata.
Diversi possono essere gli ingredienti, sempre molto ricchi: dalla pasta al riso, carni, pollame e così via. Talvolta vengono preparati mettendo gli ingredienti all'interno di pasta sfoglia o pasta frolla.

## Etimologia
Il termine "timballo" viene dal francese arcaico tamballe, oggi timbale, con significato di tamburo, che a sua volta viene dall'arabo. Da notare che il trasferimento di significato da "tamburo" a "stampo a forma di tamburo" e poi al cibo risultante (o similare) è avvenuto in Italia in tempi successivi. Infatti il timpanista militare ottocentesco prende il nome di timballiere.

## Storia
Originariamente, la parola "timballo" identificava uno stampo da forno leggermente svasato che verrà poi a identificare un'intera categoria di alimenti in cui non sempre viene usato. Esistenti nella cucina siciliana già dal tempo degli arabi, nella cucina napoletana tra il Settecento e l'Ottocento erano molto in voga presso le cucine dei nobili. Ricette di timballi della cucina napoletana sono riportate nelle opere di Vincenzo Corrado e di Ippolito Cavalcanti. Ancora oggi è diffuso a Napoli, seguendo questa tradizione, il sartù di riso, mentre a Palermo è tipico il timballo con gli anelli siciliani e le melanzane.
Già nel XV secolo è noto il timballo alla teramana, costituito da piani di scrippelle di acqua, uova e farina. 
In Sardegna precisamente in Ogliastra esiste per tradizione su Tumballu, una sorta di budino antico dei pastori di capre, viene realizzato con latte di capra, miele, uova fresche e scorza di limone. In alcuni centri come Ulassai si aggiunge anche l'acquavite con miele, detta propriamente Imbestussu.

## Alimenti simili e varianti

### In Italia

#### Bomba di riso
La bomba di riso è un timballo tipico della città di Parma e del Piacentino. Trattasi di una variante del sartù di riso con carne di piccione e pomodoro.

#### Lasagna napoletana
Viene considerato un timballo anche la lasagna alla napoletana di carnevale, con scamorza, provola e formaggi.

#### Sartù di riso
Il sartù di riso è un ricco piatto della gastronomia napoletana con ragù, mozzarella, piselli e uova. 

#### Timballo alla Bonifacio VIII
Pietanza esclusivamente preparata nell'antico Ristorante del Gallo di Anagni (Lazio), il timballo alla Bonifacio VIII prende il nome dal pontefice che subì il noto oltraggio, e si compone da fettuccine insaporite con prosciutto e un ragù di polpettine di vitello, rigaglie di pollo, e funghi.

#### Timballo di riso romano
Il timballo di riso di Roma è una variante semplificata del sartù con fegatini e cuore di pollo.

#### Timballo ascolano
Il timballo ascolano assomiglia alle lasagne, ma non prevede l'uso della besciamella e il ragù della ricetta è ottenuto con sola carne di manzo.

#### Timballo abruzzese
Il timballo abruzzese è fatto di scrippelle, che sostituiscono la pasta sfoglia nel separare gli strati di ingredienti.

### Nel mondo

#### Macaroni pie

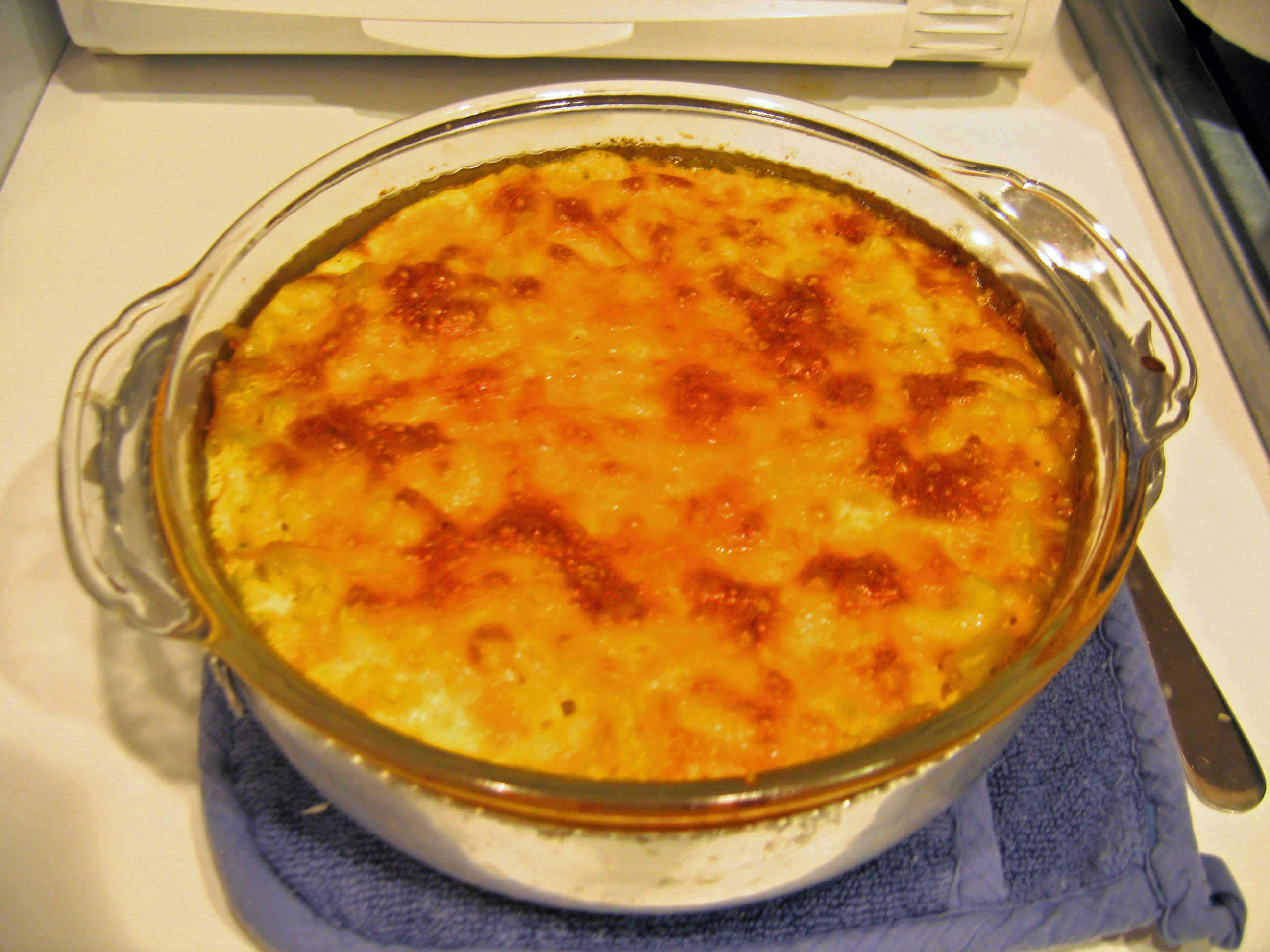
Macaroni pie

Il timballo di pasta vanta una certa popolarità anche all'estero ove prende il nome di macaroni pie e viene preparato usando i maccheroni. Negli USA, la ricetta è conosciuta anche con il nome di baked macaroni and cheese ed è tradizionale negli Stati Uniti meridionali. Nonostante esistesse già qualche ricetta antecedente della macaroni pie pubblicata nel Nuovo continente risalente al diciannovesimo secolo, la vera e propria macaroni pie ha preso piede soprattutto durante la metà del Novecento, quando veniva preparata usando gli spaghetti. Il piatto è anche popolare in Scozia, Finlandia, e in molte ex colonie inglesi come i Caraibi, dove viene consumato freddo, Barbados, dove viene servito con il pesce fritto o reso piccante con varie spezie e nel Trinidad e Tobago, dove è considerato un piatto nazionale consumato assieme alla carne stufata e preparato con il cheddar, un formaggio che venne importato sul posto dagli inglesi.

#### Pastizio
Il pastizio è una specialità greca molto simile al timballo di pasta italiano preparata utilizzando però una pasta tubulare simile agli ziti.